# Ikuma squamata
Ikuma squamata är en spindelart som beskrevs av Lawrence 1938. Ikuma squamata ingår i släktet Ikuma och familjen Palpimanidae.
Artens utbredningsområde är Namibia. Inga underarter finns listade i Catalogue of Life.